# Tàu điện ngầm Busan tuyến 1
Tàu điện ngầm Busan tuyến số 1 là tuyến Bắc-Nam của Busan Metro. Nó dài 32,5 kilômét (20,2 mi) với 34 nhà ga (40 nhà ga vào năm 2016), và nó được coi là tuyến dài thứ hai của hệ thống tàu điện ngầm Busan, chỉ sau Tuyến 2. Nhưng tuyến chỉ đi đến các khu vực như Ga Jagalchi, Ga Busan, Ga Seomyeon, Ga Dongnae, và Ga Nopo, nó được xem là dòng phổ biến nhất của hệ thống tàu điện ngầm Busan. Tuyến 1 sử dụng 8 toa tàu. Tuyến có màu cam.

## Lịch sử
Kế hoạch xây dựng tuyến bắt đầu vào năm 1979. Năm 2009, Tổng công ty vận chuyển Busan lên kế hoạch hoàn thành đoạn mở rộng thứ năm của tuyến tàu điện ngầm vào cuối năm 2013, nhưng bị trì hoãn đến tháng 11 năm 2016.

### 1980
- 13 tháng 6 năm 1981: Xây dựng đoạn 1 từ Ga Beomnaegol (118) đến Ga Nopodong (134).
- 28 tháng 7 năm 1983: Xây dựng đoạn 2 từ Ga Jungangdong (112) đến Ga Beomnaegol (118).
- 14 tháng 8 năm 1984: Xây dựng đoạn 3 từ Ga Seodaesindong (107) đến Ga Jungangdong (112).
- 19 tháng 7 năm 1985: Mở cửa dịch vụ đoạn 1 từ Ga Beomnaegol (118) đến Ga Beomeosa (133).
- 19 tháng 12 năm 1986: Mở cửa dịch vụ đoạn 1 cho Ga Nopodong (134).
- 15 tháng 5 năm 1987: Mở cửa dịch vụ đoạn 2 từ Ga Jungangdong (112) đến Ga Beomnaegol (118).
- 19 tháng 5 năm 1988: Mở cửa dịch vụ đoạn 3 từ Ga Toseongdong (109) đến Ga Jungangdong (112).

### 1990
- 28 tháng 2 năm 1990: Mở cửa dịch vụ đoạn 3 từ Ga Seodaesindong (107) đến Ga Toseongdong (109).
- 24 tháng 7 năm 1990: Xây dựng đoạn 4 từ Ga Sinpyeong (101) đến Ga Seodaesindong (107).
- 23 tháng 6 năm 1994: Mở cửa dịch vụ đoạn 4 từ Ga Sinpyeong (101) đến Ga Seodaesindong (107).

### 2000
- 20 tháng 11 năm 2009: Xây dựng đoạn 5 từ Ga Dadae đến Ga Sinpyeong (101).

### 2010
- 24 tháng 2 năm 2010: 15 ga trước đây gọi là Seodaesindong (107), Dongdaesindong (108), Toseongdong (109), Nampodong (111), Jungangdong (112), Choryangdong (114), Jwacheondong (116), Beomildong (117), Bujeondong (120), Yeonsandong (123), Myeongnyundong (126), Jangjeondong (129), Guseodong (130), Namsandong (132), và Nopodong (134) được đổi tên bằng cách bỏ từ 'dong' ở cuối.
- Tháng 11 2016: Kê hoạch mở cửa đoạn 5 từ Ga Dadae đến Ga Sinpyeong (101). Ngoài ra, tất cả ga từ Ga Sinpyeong (101) đến Ga Nopo (134) sẽ lên kế hoạch đổi số nhà ga bằng cách thêm 6 vào số ban đầu.

## Giờ hoạt động
Giờ hoạt động của tuyến 1 bắt đầu từ 5:05 chạy từ Sinpyeong đến Nopo tại Ga Sinpyeong và 5:10 từ Nopo đến Sinpyeong tại Ga Nopo. Thời gian kết thúc chuyến tàu cuối đến Sinpyeong lúc 00:35 và Nopo lúc 00:30. Toàn bộ tuyến mất 1 giờ 2 phút.

## Bản đồ tuyến
|  |  |  |

|  |  |  |

|  |  |  |

|  |

|  |

|  |

|  |

|  |

|  |

|  |

|  |

|  |

|  |

|  |  |  |

|  |  |  |  |  |

|  |  |  |

|  |  |  |

|  |  |  |

|  |  |  |  |  |

|  |  |  |

|  |  |  |

|  |  |  |

|  |  |  |

|  |  |  |  |  |

|  |  |  |

|  |  |  |

|  |  |  |

|  |  |  |

|  |  |  |

|  |  |  |

|  |  |  |

|  |  |  |

|  |  |  |

|  |

|  |

|  |

|  |

|  |

|  |

|  |

|  |

|  |

|  |

|  |

|  |

|  |  |  |

|  |  |  |

|  |

|  |

|  |

|  |

|  |

|  |

|  |

|  |

|  |  |  |

|  |  |  |

|  |  |  |

|  |

|  |

|  |

|  |

|  |

|  |

|  |

|  |

|  |

|  |

|  |  |  |

|  |  |  |  |  |

|  |  |  |

|  |  |  |

|  |  |  |

|  |  |  |  |  |

|  |  |  |

|  |  |  |

|  |  |  |

|  |  |  |

|  |  |  |  |  |

|  |  |  |

|  |  |  |

|  |  |  |

|  |  |  |

|  |  |  |

|  |  |  |

|  |  |  |

|  |  |  |

|  |  |  |

|  |

|  |

|  |

|  |

|  |

|  |

|  |

|  |

|  |

|  |

|  |

|  |

|  |  |  |

|  |  |  |

|  |

|  |

|  |

|  |

|  |

|  |

|  |

|  |

## Ga
| Số ga | Tên ga                          | Tên ga                         | Tên ga         | Tên ga         | Chuyển tuyến                              | Khoảng cách | Tổng khoảng cách | Vị trí | Vị trí       |
| Số ga | Tiếng Anh                       | Hangul                         | Hanja          | Tiếng Nhật     | Chuyển tuyến                              | Khoảng cách | Tổng khoảng cách | Vị trí | Vị trí       |
| ----- | ------------------------------- | ------------------------------ | -------------- | -------------- | ----------------------------------------- | ----------- | ---------------- | ------ | ------------ |
| 095   | Bãi biển Dadaepo                | 다대포해수욕장 (몰운대)        | 多大浦海水浴場 | 多大浦海水浴場 |                                           | -           | 0.0              | Busan  | Saha-gu      |
| 096   | Cảng Dadaepo                    | 다대포항 (우리원병원)          | 多大浦港       | 多大浦港       |                                           | 1.6         | 1.6              | Busan  | Saha-gu      |
| 097   | Natgae                          | 낫개                           | 納溉           | ナッケ         |                                           | 1.3         | 2.9              | Busan  | Saha-gu      |
| 098   | Sinjangnim                      | 신장림 (하나병원)              | 新長林         | 新長林         |                                           | 1.1         | 3.7              | Busan  | Saha-gu      |
| 099   | Jangnim                         | 장림                           | 長林           | 長林           |                                           | 0.8         | 4.8              | Busan  | Saha-gu      |
| 100   | Dongmae                         | 동매 (강동병원)                | 東嵋           | トンメ         |                                           | 1.5         | 6.3              | Busan  | Saha-gu      |
| 101   | Sinpyeong                       | 신평                           | 新平           | 新平           |                                           | 1.6         | 7.9              | Busan  | Saha-gu      |
| 102   | Hadan                           | 하단 (아트몰링)                | 下端           | 下端           |                                           | 1.6         | 9.5              | Busan  | Saha-gu      |
| 103   | Dangni                          | 당리 (사하구청)                | 堂里           | 堂里           |                                           | 0.8         | 10.3             | Busan  | Saha-gu      |
| 104   | Saha                            | 사하                           | 沙下           | 沙下           |                                           | 0.9         | 11.2             | Busan  | Saha-gu      |
| 105   | Goejeong                        | 괴정                           | 槐亭           | 槐亭           |                                           | 0.9         | 12.1             | Busan  | Saha-gu      |
| 106   | Daeti                           | 대티                           | 大峙           | 大峙           |                                           | 0.8         | 12.9             | Busan  | Saha-gu      |
| 107   | Seodaesin                       | 서대신                         | 西大新         | 西大新         |                                           | 1.4         | 14.3             | Busan  | Seo-gu       |
| 108   | Dongdaesin                      | 동대신                         | 東大新         | 東大新         |                                           | 0.7         | 15.0             | Busan  | Seo-gu       |
| 109   | Toseong                         | 토성                           | 土城           | 土城           |                                           | 1.2         | 16.2             | Busan  | Seo-gu       |
| 110   | Jagalchi                        | 자갈치                         | 札嘎其         | チャガルチ     |                                           | 1.0         | 17.2             | Busan  | Jung-gu      |
| 111   | Nampo                           | 남포 (해동병원)                | 南浦           | 南浦           |                                           | 0.7         | 17.9             | Busan  | Jung-gu      |
| 112   | Jungang                         | 중앙                           | 中央           | 中央           |                                           | 0.9         | 18.8             | Busan  | Jung-gu      |
| 113   | Busan                           | 부산                           | 釜山驛         | 釜山駅         | Tuyến Gyeongbu Đường sắt cao tốc Gyeongbu | 1.1         | 19.9             | Busan  | Dong-gu      |
| 114   | Choryang                        | 초량                           | 草梁           | 草梁           |                                           | 0.8         | 20.7             | Busan  | Dong-gu      |
| 115   | Busanjin                        | 부산진 (동구청)                | 釜山鎭         | 釜山鎮         |                                           | 0.8         | 21.5             | Busan  | Dong-gu      |
| 116   | Jwacheon                        | 좌천                           | 佐川           | 佐川           |                                           | 1.0         | 22.5             | Busan  | Dong-gu      |
| 117   | Beomil                          | 범일                           | 凡一           | 凡一           |                                           | 0.9         | 23.4             | Busan  | Dong-gu      |
| 118   | Beomnaegol                      | 범내골                         | 凡內谷         | ポムネゴル     |                                           | 0.8         | 24.2             | Busan  | Busanjin-gu  |
| 119   | Seomyeon                        | 서면                           | 西面           | 西面           | (219)                                     | 1.2         | 25.4             | Busan  | Busanjin-gu  |
| 120   | Bujeon                          | 부전 (부산시민공원·송상현광장) | 釜田           | 釜田           | (K110) Tuyến Bujeon                       | 0.6         | 26.0             | Busan  | Busanjin-gu  |
| 121   | Yangjeong                       | 양정                           | 楊亭           | 楊亭           |                                           | 1.4         | 27.4             | Busan  | Busanjin-gu  |
| 122   | Tòa thị chính                   | 시청 (연제)                    | 市廳           | 市庁           |                                           | 0.8         | 28.2             | Busan  | Yeonje-gu    |
| 123   | Yeonsan                         | 연산                           | 蓮山           | 蓮山           | (305)                                     | 0.9         | 29.1             | Busan  | Yeonje-gu    |
| 124   | Đại học Giáo dục Quốc gia Busan | 교대                           | 敎大           | 釜山教育大学   | (K113)                                    | 1.0         | 30.1             | Busan  | Yeonje-gu    |
| 125   | Dongnae                         | 동래 (한국건강관리협회)        | 東萊           | 東莱           | (402)                                     | 1.2         | 31.3             | Busan  | Dongnae-gu   |
| 126   | Myeongnyun                      | 명륜                           | 明倫           | 明倫           |                                           | 0.8         | 32.1             | Busan  | Dongnae-gu   |
| 127   | Oncheonjang                     | 온천장                         | 溫泉場         | 溫泉場         |                                           | 1.0         | 33.1             | Busan  | Dongnae-gu   |
| 128   | Đại học quốc gia Pusan          | 부산대                         | 釜山大         | 釜山大学       |                                           | 1.1         | 34.2             | Busan  | Geumjeong-gu |
| 129   | Jangjeon                        | 장전                           | 長箭           | 長箭           |                                           | 1.0         | 35.2             | Busan  | Geumjeong-gu |
| 130   | Guseo                           | 구서                           | 久瑞           | 久瑞           |                                           | 1.1         | 36.3             | Busan  | Geumjeong-gu |
| 131   | Dusil                           | 두실                           | 斗實           | 斗実           |                                           | 1.0         | 37.3             | Busan  | Geumjeong-gu |
| 132   | Namsan                          | 남산                           | 南山           | 南山           |                                           | 1.0         | 38.3             | Busan  | Geumjeong-gu |
| 133   | Beomeosa                        | 범어사                         | 梵魚寺         | 梵魚寺         |                                           | 0.9         | 39.2             | Busan  | Geumjeong-gu |
| 134   | Nopo                            | 노포 (종합버스터미널)          | 老圃           | 老圃           |                                           | 1.2         | 40.4             | Busan  | Geumjeong-gu |

## Liên kết
- Busan Metro: trang chủ chính thức thành phố Busan